# باشگاه فوتبال راچستر لانسرز (۱۹۸۰–۱۹۶۷)
راچستر لانسرز یک تیم فوتبال آمریکایی بود که از سال ۱۹۶۷ تا ۱۹۶۹ در لیگ فوتبال آمریکا (ای‌اس‌ال) و از سال ۱۹۷۰ تا ۱۹۸۰ در لیگ فوتبال آمریکای شمالی (ان‌ای‌اس‌ال) شرکت کرد. این تیم در راچستر، نیویورک مستقر بود و بازی‌های خانگی خود را در ورزشگاه هولدر مموریال انجام می‌داد. لانسرز در سال ۱۹۷۰ قهرمان ان‌ای‌اس‌ال شد و تنها تیم ان‌ای‌اس‌ال بودند که در جام قهرمانان کونکاکاف شرکت کرد.